# Zacatzonapa
Zacatzonapa es una localidad del estado mexicano de Guerrero. Es parte del municipio de Tixtla de Guerrero.

## Toponimia
El nombre «Zacatzonapa» proviene de los términos en náhuatl: zacatl, zacate; tzontli, cabello; apan, río. Su significado es «río de los tricomas de zacate».

## Demografía
| Gráfica de evolución demográfica |
|                                  |

| Censo | Población |
| ----- | --------- |
| 1900  | 174       |
| 1910  | 225       |
| 1921  | 231       |
| 1930  | 224       |
| 1940  | 329       |
| 1950  | 404       |
| 1960  | 410       |
| 1970  | 413       |
| 1980  | 494       |
| 1990  | 702       |
| 2000  | 788       |
| 2010  | 959       |
| 2020  | 1 032     |